# Horváth Pál (apát)
Horváth Pál (Szentbékkálla (Zala vármegye), 1753. február 5. – Tihany, 1832. augusztus 10.) bencés szerzetes, tihanyi apát.

## Élete
A Szent Benedek-rendbe lépett és 1775. április 18-án ünnepélyes fogadalmat tett; 1778. december 7-én miséspappá szenteltetett föl. 1802-től 1805-ig tanár és 1805-től 1807-ig igazgató volt a soproni gimnáziumban; 1807-től 1815-ig prior Pannonhalmán, 1815-17-ben a komáromi gimnázium igazgatója; ez évben tihanyi apát lett (1818-től 1829-ig a pannonhalmi apátság kormányzója volt). 1830-ban visszavonult tihanyi magányába.

## Munkája
- Carmen iubilum cels. ac rev. principi domino Alexandro Rudnay de eadem et Divét-Újfalu occasione solemnis inaugurationis a s. monte Pannoniae dicatum. Jaurini, év n.

Kéziratban maradt több latin és magyar költeménye, melyek a pannonhalmi könyvtárban vannak.